# Wang Jeung-hun
Wang Jeung-hun (nascido em 7 de setembro de 1995) é um jogador sul-coreano de golfe profissional que atualmente joga nos torneios do Asian Tour e do European Tour. É natural de Seul, Coreia do Sul.
No golfe dos Jogos Olímpicos de Verão de 2016, realizados no Rio de Janeiro, Brasil, terminou sua participação na competição de jogo por tacadas individual masculino na quadragésima terceira posição, com 286 tacadas (70-72-77-67), dois acima do par, representando Coreia do Sul.

## Vitórias profissionais (3)

### Vitórias no European Tour (2)
| N.º | Data               | Torneio                      | Pontuação vencedora  | Margem de vitória | Vice-campeão    |
| --- | ------------------ | ---------------------------- | -------------------- | ----------------- | --------------- |
| 1   | 8 de maio de 2016  | Trophée Hassan II            | −5 (71-68-74-70=283) | Playoff           | Nacho Elvira    |
| 2   | 15 de maio de 2016 | AfrAsia Bank Mauritius Open1 | −6 (69-70-71-72=282) | 1 tacada          | Siddikur Rahman |

1 Cossancionado pelo Sunshine Tour e pelo Asian Tour.
Recorde de playoff do European Tour (1–0)
| N.º | Ano  | Torneio           | Adversário   | Resultado                                 |
| --- | ---- | ----------------- | ------------ | ----------------------------------------- |
| 1   | 2016 | Trophée Hassan II | Nacho Elvira | Venceu com birdie no segundo buraco extra |

### Vitórias no Asian Tour (1)
| N.º | Data               | Torneio                      | Pontuação vencedora  | Margem de vitória | Vice-campeão    |
| --- | ------------------ | ---------------------------- | -------------------- | ----------------- | --------------- |
| 1   | 15 de maio de 2016 | AfrAsia Bank Mauritius Open1 | −6 (69-70-71-72=282) | 1 tacada          | Siddikur Rahman |

1 Cossancionado pelo European Tour e pelo Sunshine Tour.

### PGA Tour China (1)
- Mission Hills Haikou Open de 2014